# Herakleitos (Mosaizist)

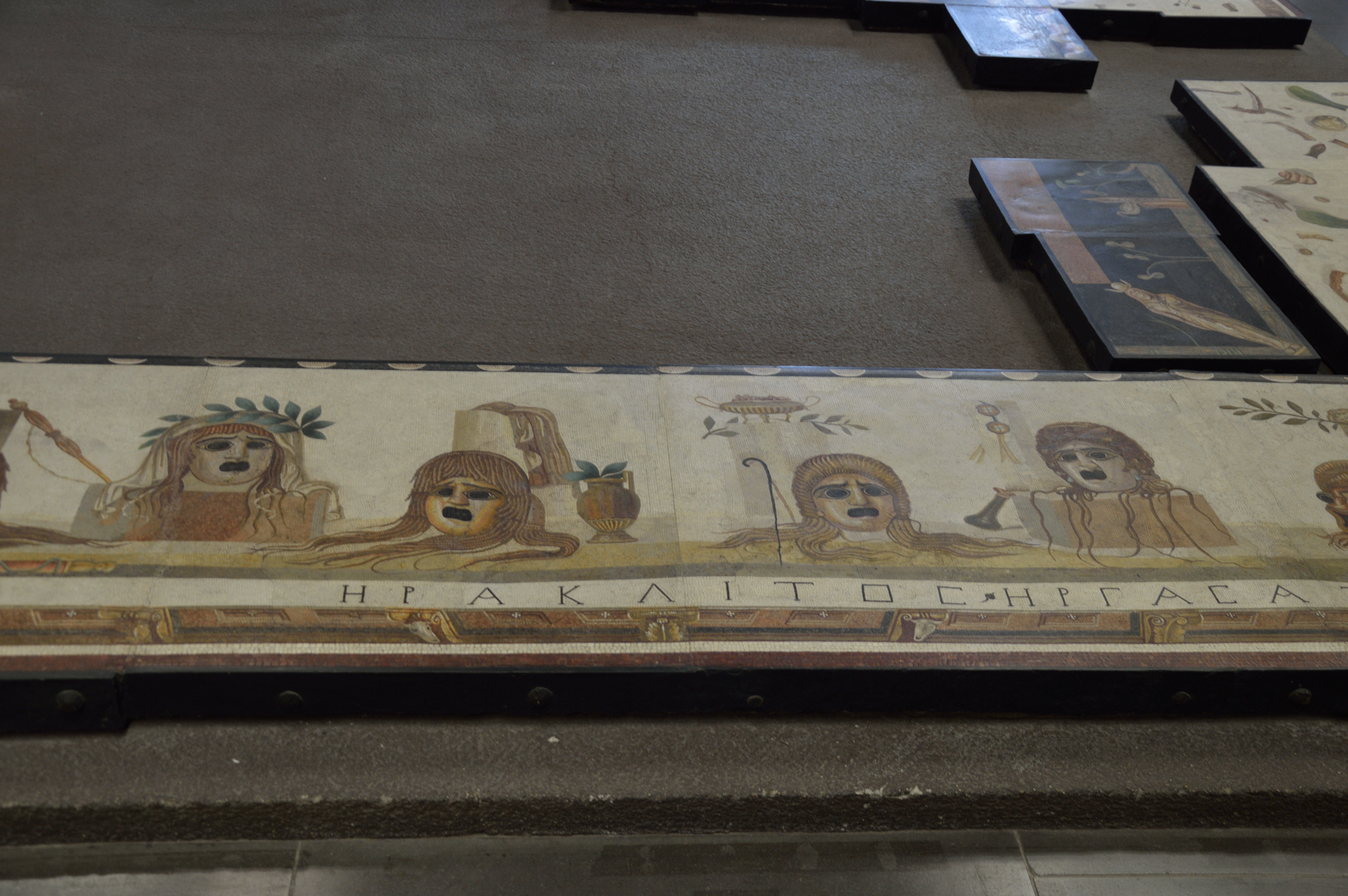
Signatur

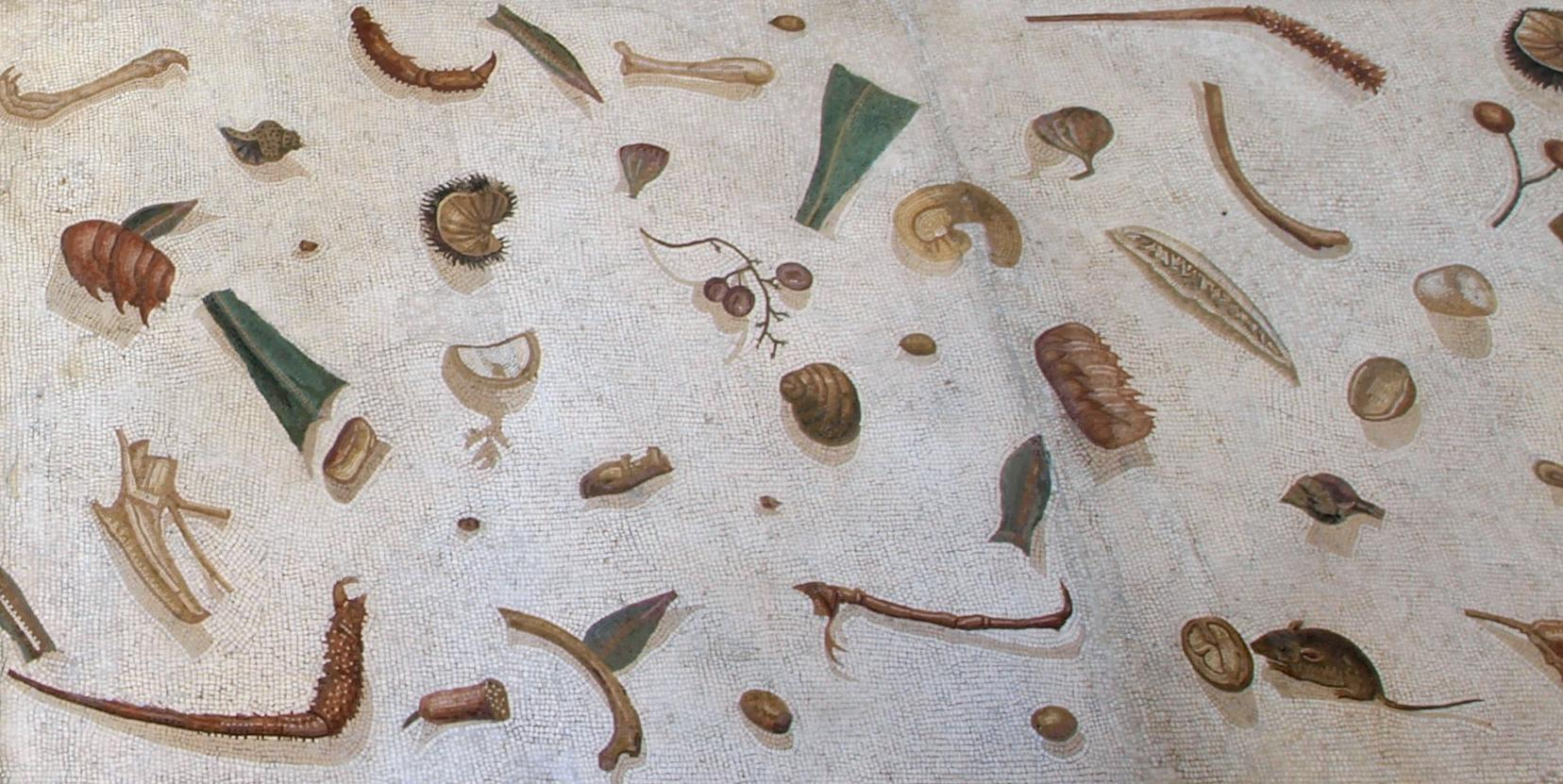
Ausschnitt aus dem Mosaikfußboden des Herakleitos in den Vatikanischen Museen

Herakleitos (Ἡράκλειτος) war ein im 2. Jahrhundert n. Chr. tätiger Mosaizist. 
Von ihm ist nur ein einziges Werk bekannt. Der ΗΡΑΚΛΙΤΟΣ ΗΡΓΑΣΑΤΟ signierte Boden wurde 1833 in einer Villa in der Nähe der Porta Ardeatina im Süden von Rom gefunden. Heute befindet sich das Werk in den Vatikanischen Museen.
Der Mosaikfußboden zeigt verschiedene naturalistisch dargestellte Speisereste und beispielsweise auch eine Maus, die sich gerade daran bedient. Das Motiv geht auf den griechischen Mosaizisten Sosos zurück, der in Pergamon einen Raum mit einem ἀσάρωτος οἶκος (asárotos oíkos) schuf; dies lässt sich als „ungefegtes Haus“ übersetzen. Sosos und das Mosaik sind in der Naturalis historia des Plinius erwähnt. Danach werden Mosaiken mit einem „ungefegten Boden“ als Asaroton bezeichnet. Außen wird das Mosaik von einem Fries mit Masken gesäumt, innen von Nilszenen.
Ursprünglich war der Boden wahrscheinlich in einem Speisesaal, einem Triklinium, verlegt.